# Basarab VI
Basarab VI (rum. Basarab al V-lea; zm. 1529) – hospodar Wołoszczyzny w roku 1529.
Pochodzenie Basaraba VI jest niepewne. Być może był prawnukiem Michała Basaraba z dynastii Basarabów, choć jest możliwe, że pochodził z rodu Craiovești (najpotężniejszego rodu bojarskiego na Wołoszczyźnie w pierwszej połowie XVI w.). Zdobył władzę po zamordowaniu Radu z Afumați w styczniu 1529, jednak już dwa miesiące później sam został zabity.
Źródło: J. Demel, Historia Rumunii, Wrocław 1970.